# Glaser-Dirks DG-100

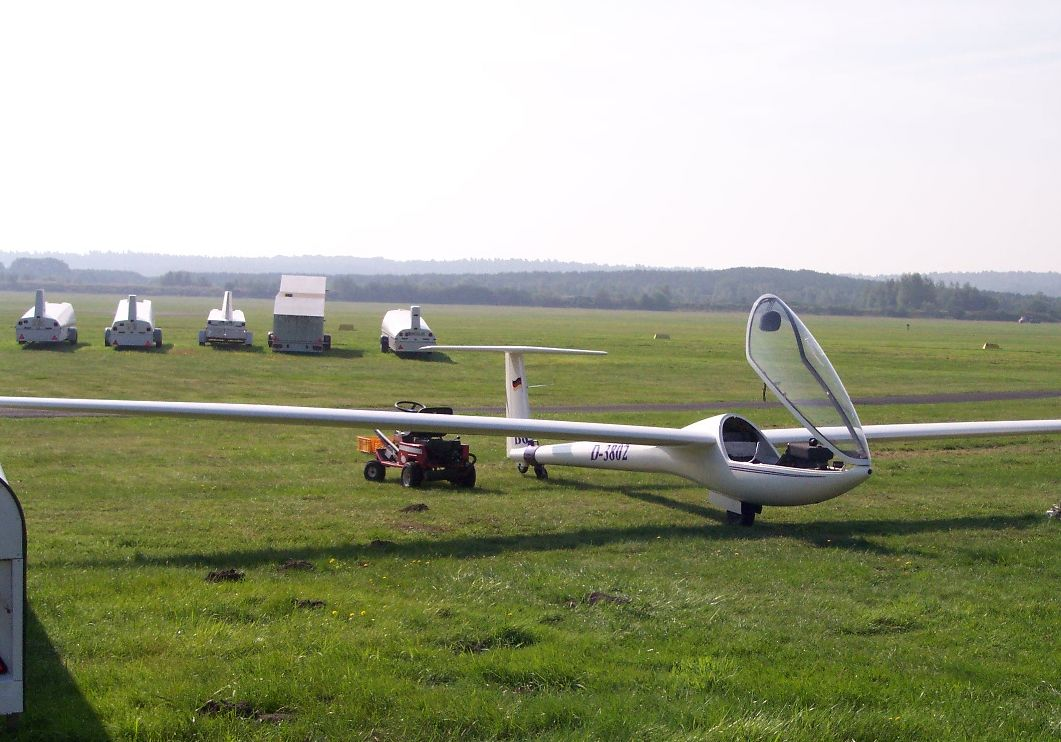
Eine DG-101

Die Glaser-Dirks DG-100 war der erste Segelflugzeugtyp, den der Segelflugzeughersteller Glaser-Dirks (heute: DG Flugzeugbau) ab 1973 entwarf und der am 10. Mai 1974 seinen Erstflug hatte. Dabei stammt sie von den Versuchsmustern D-37 und D-38 der Akaflieg Darmstadt ab, an der Wilhelm Dirks mitgewirkt hatte.
Die DG-100 ist in GFK-Bauweise gebaut und besitzt ein Pendelleitwerk. Varianten der DG-100 sind DG-100G, DG-101 und DG-101G. Dabei handelt es sich nicht um Verbesserungen in der Flugleistung, sondern nur um äußerliche Veränderungen. Der Zusatz G weist auf ein gedämpftes Höhenleitwerk hin, die DG-101 hat statt der – nur bei DG-100 und DG-200 verwendeten – zweiteiligen Haube eine nach vorne oben öffnende einteilige Haube. 37 Exemplare mit gedämpftem Ruder wurden gefertigt, im Jahr 1983 ging der Nachfolger Glaser-Dirks DG-300 in die Serienfertigung und die Produktion der DG-100 lief langsam aus.
Insgesamt wurden 327 Stück dieses Flugzeuges gebaut, 105 davon im Werk bei Glaser-Dirks und weitere 222 bei ELAN (heute AMS Flight) in Slowenien, von denen heute noch 145 Stück in Deutschland zugelassen sind. Aufgrund der sehr ausgewogenen Flugeigenschaften und der guten Flugleistungen gehört die DG-100 auf dem Gebrauchtmarkt neben den vergleichbaren Mustern ASW 19 und LS1f zu den teuersten Flugzeugen der Clubklasse.

## Technische Daten
| Kenngröße                                       | Daten                                  |
| ----------------------------------------------- | -------------------------------------- |
| Spannweite                                      | 15 m                                   |
| Flügelfläche                                    | 11,00 m²                               |
| Flügelstreckung                                 | 20,50                                  |
| Flügelprofile                                   | FX61-184/FX60-126                      |
| Rumpflänge                                      | 7 m                                    |
| Leermasse mit Mindestausrüstung                 | ca. 230 kg                             |
| Zuladung im Sitz                                | max. 117 kg                            |
| Gepäck                                          | max. 30 kg                             |
| max. Abflugmasse mit Wasserballast (min. 80 kg) | 418 kg                                 |
| Flächenbelastung                                | 28–38 kg/m²                            |
| Wasserballast                                   | 2 × 50 l                               |
| Höchstgeschwindigkeit                           | 260 km/h                               |
| Höchstgeschwindigkeit bei böigem Wetter         | 165 km/h                               |
| Manövergeschwindigkeit                          | 165 km/h                               |
| Höchstgeschwindigkeit im Winden- und Autostart  | 130 km/h                               |
| Höchstgeschwindigkeit im Flugzeugschlepp        | 165 km/h                               |
| Überziehgeschwindigkeit                         | 60 km/h                                |
| Geringstes Sinken                               | 0,59 m/s bei 74 km/h                   |
| Zugelassene Lastvielfache                       | +5,3/−2,65g                            |
| Gleitzahl                                       | 39,2 bei 105 km/h                      |
| Zugelassene Kunstflugfiguren                    | pos. Looping, Turn, Chandelle, Trudeln |